# ژیکو یوکسیموویچ
ژِیکو یوکسیموویچ (به صربی: Željko Joksimović) (تلفظ [ʒě:ʎko jôksimoʋitɕ] () (زاده ۲۰ آوریل ۱۹۷۲) خواننده صربستانی است.
او در مسابقه آواز یوروویژن ۲۰۰۴ و همچنین مسابقه آواز یوروویژن ۲۰۱۲ نماینده صربستان بود.